# Priya Himesh
Priya Himesh, née le 10 février 1985 à Chennai, Tamil Nadu en Inde, également créditée sous le nom de Priya Hemesh, est une chanteuse de playback indienne. Elle chante principalement dans les films de langue kannada, telugu, tamil, malayalam et odia. Elle a chanté plus de 200 chansons, travaillant avec de nombreux producteurs  de premier plan comme Illayaraja, Harris Jeyaraj, Imman, Vijay Antony, Devi Sri Prasad, Yuvan Shankar Raja, Mani Sharma, Karthik Raja, Bharadhwaj, Dhina et bien d'autres.
Priya a commencé à chanter dans de petites formations en 1989 et s'est produite dans plus de 5 000 présentations avec de nombreux orchestres renommés en Inde et à l'étranger.
Priya a été primée au Filmfare Awards South pour sa chanson en télougou Ringa Ringa dans le film Aarya 2,.

## Filmographie (non exhaustive)
| Année | Titre                           | Film                           | Langue       | Producteur          | Notes |
| ----- | ------------------------------- | ------------------------------ | ------------ | ------------------- | ----- |
| 2006  | Rangu Raba Raba                 | Rakhee                         | Telugu       | Devi Sri Prasad     |       |
| 2006  | Ondhe Ondhu Saari               | Mungaru Male                   | Kannada      | Mano Murthy         |       |
| 2006  | Nimbiya Banada Myagala          | Sevanthi Sevanthi              | Kannada      | S. A. Rajkumar      |       |
| 2007  | Kan Vizhithal Vennilavu         | Guru                           | Tamil        | A.R. Rahman         |       |
| 2007  | Hudugi Malebillu                | Geleya                         | Kannada      | Mano Murthy         |       |
| 2007  | Kozhi Veda Kozhi                | Unakkum Enakkum                | Tamil        | Devi Sri Prasad     |       |
| 2008  | Geleya Beku                     | Moggina Manasu                 | Kannada      | Mano Murthy         |       |
| 2009  | A To Z Yenthapani Chestiviro    | King                           | Telugu       | Devi Sri Prasad     |       |
| 2009  | Seheri                          | Oy!                            | Telugu       | Yuvan Shankar Raja  |       |
| 2009  | Ringa Ringa                     | Arya 2                         | Telugu       | Devi Sri Prasad     |       |
| 2009  | Meow Meow                       | Kanthaswamy                    | Tamil        | Devi Sri Prasad     |       |
| 2009  | Meow Meow                       | Mallanna                       | Telugu       | Devi Sri Prasad     |       |
| 2009  | Yaare Ninna Mummy               | Maleyali Jotheyali             | Kannada      | V. Harikrishna      |       |
| 2009  | Assalaam Walekkum               | Adhurs                         | Telugu       | Devi Sri Prasad     |       |
| 2009  | En Jannal Vandha                | Theeradha Vilaiyattu Pillai    | Tamil        | Yuvan Shankar Raja  |       |
| 2009  | Neenendare                      | Raam                           | Kannada      | V. Harikrishna      |       |
| 2009  | Ambum Kombum                    | Pazhassi Raja                  | Tamil        | Illayaraja          |       |
| 2010  | Oorella Nanna Porki Daane Daane | Porki                          | Kannada      | V. Harikrishna      |       |
| 2010  | Edavatt Aytu                    | Jackie                         | Kannada      | V. Harikrishna      |       |
| 2010  | Ding Dong Tuttaadoin            | Namo Venkatesa                 | Telugu       | Devi Sri Prasad     |       |
| 2010  | Sarigama                        | Hoo                            | Kannada      | V. Harikrishna      |       |
| 2010  | Band Baaja Nodu Majaa           | Kichha Huchha                  | Kannada      | V. Harikrishna      |       |
| 2010  | Kannu Randum                    | Kutty                          | Tamil        | Devi Sri Prasad     |       |
| 2010  | Bulle Bulle                     | Darling                        | Telugu       | G.V. Prakash        |       |
| 2010  | Neela Vaanam Neelaakasam        | Manmadhan Ambu Manmadha Banam  | Tamil Telugu | Devi Sri Prasad     |       |
| 2011  | Kettimelam                      | Pesu                           | Tamil        | Yuvan Shankar Raja  |       |
| 2011  | Diyalo Diyala                   | 100% Love                      | Telugu       | Devi Sri Prasad     |       |
| 2011  | Kanchana Mala                   | Vanthaan Vendraan              | Tamil        | S. Thaman           |       |
| 2011  | Thagalakkonde Naanu             | Jogayya                        | Kannada      | V. Harikrishna      |       |
| 2011  | Roses Roses Everywhere          | Casanovva                      | Malayalam    | Gopi Sundar         |       |
| 2011  | Bad Boys                        | Businessman                    | Telugu       | S. Thaman           |       |
| 2011  | Karuppanna Saami'               | Mambattiyan                    | Tamil        | S. Thaman           |       |
| 2011  | Pade Pade                       | Jarasandha                     | Kannada      | Arjun Janya         |       |
| 2011  | Godava Godava                   | Dhada                          | Telugu       | Devi Sri Prasad     |       |
| 2011  | Anukoneledhuga                  | Panjaa                         | Telugu       | Yuvan shankar raja  |       |
| 2012  | Aathadi Manasudhan              | Kazhugu                        | Tamil        | Yuvan Shankar Raja  |       |
| 2012  | Mandya Dindha                   | Lucky                          | Kannada      | Arjun Janya         |       |
| 2012  | Vegam Vegam                     | Sridhar                        | Tamil        | Rahul Raj           |       |
| 2012  | Thugoji Pagoji                  | All the Best                   | Telugu       | Hemachandra         |       |
| 2012  | Julayi                          | Julayi                         | Telugu       | Devi Sri Prasad     |       |
| 2012  | Yaare Neenu                     | Dandupalya                     | Kannada      | Arjun Janya         |       |
| 2012  | Vella Bambaram                  | Saguni                         | Tamil        | G. V. Prakash Kumar |       |
| 2012  | Manethanka Baare Manethanka     | Rambo                          | Kannada      | Arjun Janya         |       |
| 2012  | Dibiri Dibiri                   | Genius                         | Telugu       | Joshua Sridhar      |       |
| 2012  | vYe Janma Bandhamo              | Mr. Nookayya                   | Telugu       | Yuvan Shankar Raja  |       |
| 2013  | Mississippi                     | Biriyani                       | Tamil        | Yuvan Shankar Raja  |       |
| 2013  | London Babu                     | 1: Nenokkadine                 | Telugu       | Devi Sri Prasad     |       |
| 2013  | Kannukulle                      | Singam II                      | Tamil        | Devi Sri Prasad     |       |
| 2014  | Uyrin Maeloru Uyirvanthu        | Vadacurry                      | Tamil        | Yuvan Shankar Raja  |       |
| 2014  | Nillu Nillu Yellu Yellu         | Dil Rangeela                   | Kannada      | Arjun Janya         |       |
| 2014  | Alludu Seenu                    | Alludu Seenu                   | Telugu       | Devi Sri Prasad     |       |
| 2015  | Gathama Gathama                 | Malli Malli Idi Rani Roju      | Telugu       | Gopi Sunder         |       |
| 2015  | Dhimmathirigae                  | Srimanthudu                    | Telugu       | Devi Sri Prasad     |       |
| 2016  | Thendral Varum Vazhiyil         | Oyee                           | Tamil        | Ilaiyaraaja         |       |
| 2016  | Aval                            | Manithan                       | Tamil        | Santhosh Narayanan  |       |
| 2016  | Poda Poda Porambokku            | Thiru Guru'!                   | Tamil        | Thomas Rathnam      |       |
| 2017  | Appu Dance                      | Raajakumara                    | Kannada      | V. Harikrishna      |       |
| 2017  | Innu Kaayalare                  | Bangara s/o Bangarada Manushya | Kannada      | V. Harikrishna      |       |
| 2017  | Life is a rainbow               | Vunnadhi Okate Zindagi         | Telugu       | Devi Sri Prasad     |       |
| 2017  | O Kothhaga Kothhaga             | Middle Class Abbayi            | Telugu       | Devi Sri Prasad     |       |
| 2018  | Rama Loves Sita                 | Vinaya Vidheya Rama            | Telugu       | Devi Sri Prasad     |       |
| 2020  | Yengada Pona Romeo              | Yevanum buthanillai            | Tamil        | Mariya Manokar      |       |
| 2021  | Madhavi Ponmayilaaga            | Theal                          | Tamil        | C. Sathya           |       |
| 2022  | Thalape Toofaanai               | Regina                         | Telugu       | Sathish Nair        |       |